# Manolo Pestrin
Manolo Pestrin (Roma, 30 ottobre 1978) è un allenatore di calcio ed ex calciatore italiano.

## Carriera
Inizia nei campi di periferia della Capitale con la Roma Alessandrino prima e con la Pro Calcio poi. Nell'estate del 1992, a 13 anni, entra nelle giovanili della Lazio, restandovi per una sola stagione sotto la guida del tecnico Troilo. L'anno seguente la società biancoceleste lo manderà in prestito al settore giovanile della Polisportiva Monterotondo con cui avrà la sua crescita calcistica, tanto da debuttare tre anni dopo nel Campionato Nazionale Dilettanti. Alla fine della quarta stagione consecutiva con il Monterotondo, nel 1997 approderà nel calcio professionistico. L'occasione gli viene offerta dal Castel di Sangro con cui debutterà in Serie B nella stagione 1997-1998. Retrocesso subito in Serie C1, rimane per altre due stagioni tra i giallorossi.
Nel 2000 passa al Lanciano, dove disputa due campionati, in Serie C2 e Serie C1, da titolare. Nel gennaio del 2003 viene acquistato dal Palermo, con cui gioca 4 partite nella seconda metà del campionato di Serie B.
La stagione successiva torna in Serie C1, nel Cesena, con cui conquista subito la promozione e disputa due campionati di Serie B da titolare. Nel gennaio del 2007 viene preso in prestito dal Messina, nel mercato di riparazione, con una clausola di riscatto totale del cartellino a fine stagione.
Esordisce in Serie A in Messina-Roma del 14 gennaio 2007. Al termine della stagione, dopo 16 presenze nella massima divisione terminata con la retrocessione in Serie B, la squadra peloritana riscatta totalmente il cartellino.
Dopo la seconda stagione con la maglia dei siciliani firma, il 21 luglio 2008, con la Salernitana un contratto biennale.
Il 15 gennaio 2010 viene ufficializzata la sua cessione al Torino in prestito con diritto di riscatto. Con la maglia granata esordisce il giorno successivo in Torino-Grosseto (4-1). In seguito il Torino non esercita il diritto di riscatto e alla fine del campionato torna alla Salernitana.
Dopo 13 presenze, il 28 gennaio 2011 passa a titolo definitivo al Frosinone. Tre giorni dopo esordisce con la nuova maglia in Frosinone-Atalanta (0-1), chiudendo la stagione in gialloblu con 17 presenze.
Il 2 agosto passa alla Cremonese in uno scambio con il Frosinone che vede coinvolto anche Matías Miramontes.
Svincolatosi dalla Cremonese, il 21 settembre 2012 si accorda con la Carrarese.
Il 27 agosto 2013 passa all'Ascoli, in Lega Pro Prima Divisione.
Il 30 gennaio 2014 firma un contratto con la Salernitana. e il 3 luglio 2015 rinnova il contratto
L'8 giugno 2016 conquista la salvezza ai play-out contro la Virtus Lanciano vincendo la doppia sfida.
Dopo la salvezza, decide di non rinnovare con il club granata e si trasferisce alla Paganese in Lega Pro, dove disputa 32 partite con la maglia azzurro stellata, giocando anche i playoff dove la formazione di Gianluca Grassadonia viene estromessa dal Cosenza Calcio.
Nell'estate del 2017 si accorda con il San Marino, formazione militante in Serie D.  Nell'estate 2019 farà il suo primo esordio in Europa League con il Tre Fiori squadra sammarinese in cui ha militato nella stagione 2018-2019.

## Allenatore
Il 12 febbraio 2020 diventa viceallenatore del Rieti, agli ordini del capoallenatore Alberto Mariani.
Dal 2020 al 2023 ricopre il ruolo di collaboratore tecnico alla Salernitana sotto le gestioni di Fabrizio Castori, Stefano Colantuono e Davide Nicola. Il 13 febbraio 2024, viene reintegrato nel suddetto ruolo, con l'arrivo di Fabio Liverani sulla panchina granata.
Nel settembre dello stesso anno, dopo aver completato il corso specifico presso il Settore Tecnico della FIGC a Coverciano, consegue la licenza UEFA A, che consente di guidare tutte le squadre giovanili (comprese le Primavera), tutte le squadre femminili e le prime squadre maschili fino alla Serie C inclusa.

## Statistiche

### Presenze e reti nei club
| Stagione                | Squadra                 | Campionato              | Campionato | Campionato | Coppe nazionali | Coppe nazionali | Coppe nazionali | Coppe continentali | Coppe continentali | Coppe continentali | Altre coppe | Altre coppe | Altre coppe | Totale | Totale |
| Stagione                | Squadra                 | Comp                    | Pres       | Reti       | Comp            | Pres            | Reti            | Comp               | Pres               | Reti               | Comp        | Pres        | Reti        | Pres   | Reti   |
| ----------------------- | ----------------------- | ----------------------- | ---------- | ---------- | --------------- | --------------- | --------------- | ------------------ | ------------------ | ------------------ | ----------- | ----------- | ----------- | ------ | ------ |
| 1996-1997               | Monterotondo            | D                       | 16         | 0          | -               | -               | -               | -                  | -                  | -                  | -           | -           | -           | 16     | 0      |
| 1997-1998               | Castel di Sangro        | B                       | 4          | 0          | CI              | 0               | 0               | -                  | -                  | -                  | -           | -           | -           | 0      | 0      |
| 1998-1999               | Castel di Sangro        | C1                      | 14         | 1          | CI              | 3               | 0               | -                  | -                  | -                  | -           | -           | -           | 16     | 1      |
| 1999-2000               | Castel di Sangro        | C1                      | 24         | 0          | CI-C            | 0               | 0               | -                  | -                  | -                  | -           | -           | -           | 24     | 0      |
| Totale Castel di Sangro | Totale Castel di Sangro | Totale Castel di Sangro | 42         | 1          |                 | 3               | 0               |                    | -                  | -                  |             | -           | -           | 45     | 1      |
| 2000-2001               | Lanciano                | C2                      | 28         | 1          | CI-C            | 0               | 0               | -                  | -                  | -                  | -           | -           | -           | 28     | 1      |
| 2001-2002               | Lanciano                | C1                      | 26+2       | 1+1        | CI-C            | 0               | 0               | -                  | -                  | -                  | -           | -           | -           | 28     | 2      |
| 2002-gen. 2003          | Lanciano                | C1                      | 17         | 2          | CI-C            | 3               | 0               | -                  | -                  | -                  | -           | -           | -           | 20     | 2      |
| Totale Lanciano         | Totale Lanciano         | Totale Lanciano         | 71+2       | 4+1        |                 | 3               | 0               |                    | -                  | -                  |             | -           | -           | 76     | 5      |
| gen.-giu. 2003          | Palermo                 | B                       | 4          | 0          | CI              | -               | -               | -                  | -                  | -                  | -           | -           | -           | 4      | 0      |
| 2003-2004               | Cesena                  | C1                      | 27+4       | 2          | CI-C            | 2               | 0               | -                  | -                  | -                  | -           | -           | -           | 29     | 2      |
| 2004-2005               | Cesena                  | B                       | 29         | 1          | CI              | 1               | 0               | -                  | -                  | -                  | -           | -           | -           | 30     | 1      |
| 2005-2006               | Cesena                  | B                       | 31+2       | 1          | CI              | 2               | 0               | -                  | -                  | -                  | -           | -           | -           | 30     | 1      |
| 2006-gen. 2007          | Cesena                  | B                       | 16         | 2          | CI              | 2               | 0               | -                  | -                  | -                  | -           | -           | -           | 18     | 2      |
| Totale Cesena           | Totale Cesena           | Totale Cesena           | 103+6      | 6          |                 | 7               | 0               |                    | -                  | -                  |             | -           | -           | 116    | 6      |
| gen.-giu. 2007          | Messina                 | A                       | 16         | 0          | CI              | 0               | 0               | -                  | -                  | -                  | -           | -           | -           | 16     | 0      |
| 2007-2008               | Messina                 | B                       | 19         | 1          | CI              | 0               | 0               | -                  | -                  | -                  | -           | -           | -           | 19     | 1      |
| Totale Messina          | Totale Messina          | Totale Messina          | 35         | 1          |                 | 0               | 0               |                    | -                  | -                  |             | -           | -           | 35     | 1      |
| 2008-2009               | Salernitana             | B                       | 33         | 1          | CI              | 3               | 0               | -                  | -                  | -                  | -           | -           | -           | 36     | 1      |
| 2009-gen. 2010          | Salernitana             | B                       | 15         | 1          | CI              | 1               | 0               | -                  | -                  | -                  | -           | -           | -           | 16     | 1      |
| gen.-giu. 2010          | Torino                  | B                       | 15+3       | 0          | CI              | -               | -               | -                  | -                  | -                  | -           | -           | -           | 18     | 0      |
| 2010-gen. 2011          | Salernitana             | 1D                      | 13         | 0          | CI+CI-LP        | 0               | 0               | -                  | -                  | -                  | -           | -           | -           | 13     | 0      |
| gen.-giu. 2011          | Frosinone               | B                       | 17         | 0          | CI              | -               | -               | -                  | -                  | -                  | -           | -           | -           | 17     | 0      |
| 2011-2012               | Cremonese               | 1D                      | 28+1       | 1          | CI-LP           | 3               | 0               | -                  | -                  | -                  | -           | -           | -           | 32     | 1      |
| 2012-2013               | Carrarese               | 1D                      | 20         | 0          | CI+CI-LP        | 0+1             | 0               | -                  | -                  | -                  | -           | -           | -           | 21     | 0      |
| 2013-gen. 2014          | Ascoli                  | 1D                      | 19         | 0          | CI+CI-LP        | 0+1             | 0               | -                  | -                  | -                  | -           | -           | -           | 20     | 0      |
| gen.-giu. 2014          | Salernitana             | 1D                      | 9+1        | 1          | CI+CI-LP        | 0+1             | 0               | -                  | -                  | -                  | -           | -           | -           | 11     | 1      |
| 2014-2015               | Salernitana             | LP                      | 29         | 0          | CI+CI-LP        | 1+1             | 0               | -                  | -                  | -                  | SLP         | 1           | 0           | 32     | 0      |
| 2015-2016               | Salernitana             | B                       | 23+2       | 1          | CI              | 2               | 0               | -                  | -                  | -                  | -           | -           | -           | 27     | 0      |
| Totale Salernitana      | Totale Salernitana      | Totale Salernitana      | 122+3      | 4          |                 | 9               | 0               |                    | -                  | -                  |             | 1           | 0           | 135    | 3      |
| 2016-2017               | Paganese                | C                       | 30+1       | 0          | CI-C            | 2               | 0               | -                  | -                  | -                  | -           | -           | -           | 32     | 0      |
| 2017-2018               | San Marino              | D                       | 28         | 0          | CI-D            | 1               | 0               | -                  | -                  | -                  | -           | -           | -           | 29     | 0      |
| 2018-2019               | Tre Fiori FC            | CD                      | 19+4       | 1          | -               | -               | 0               | -                  | -                  | -                  | -           | -           | -           | 23     | 1      |
| lug. set. 2019          | Tre Fiori FC            | CD                      | 1          | 0          | -               | -               | 0               | UEL                | 2                  | 0                  | -           | -           | -           | 3      | 0      |
| Totale Tre Fiori        | Totale Tre Fiori        | Totale Tre Fiori        | 20+4       | 1          |                 | 0               | 0               |                    | 2                  | 0                  |             | -           | -           | 26     | 1      |
| Totale carriera         | Totale carriera         | Totale carriera         | 570+20     | 18+1       |                 | 30              | 0               |                    | 2                  | 0                  |             | 1           | 0           | 623    | 19     |

## Palmarès

### Club

#### Competizioni nazionali
- Serie C2: 1

Virtus Lanciano: 2000-2001
- Coppa Italia Serie C: 2

Cesena: 2003-2004
Salernitana: 2013-2014
- Campionato italiano Lega Pro: 1

Salernitana: 2014-2015
- Coppa Titano: 1

Tre Fiori: 2018-2019